# ガズヴィーン

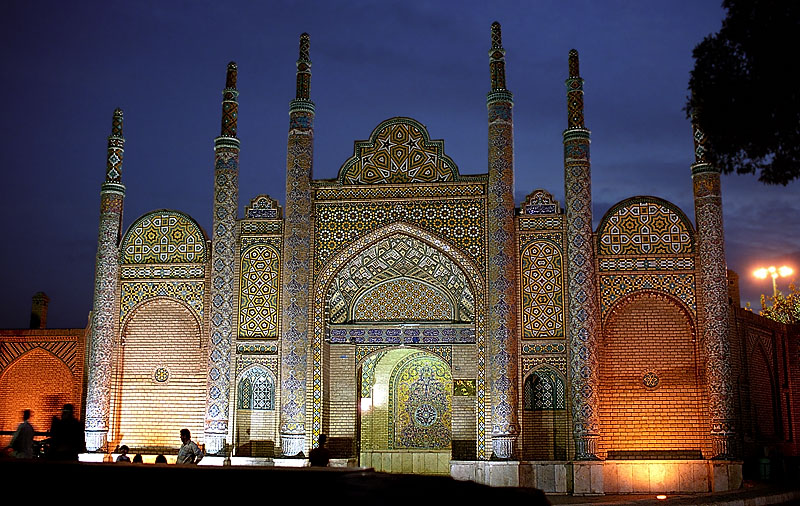
シャーザーデ・ホセイン廟

ガズヴィーン（ペルシア語: قزوین; Qazvīn [ɢæzˈviːn] ( 音声ファイル)、前近代ペルシア語ではカズウィーン）はイラン・ガズヴィーン州最大の都市で州都。人口は2005年の統計で331,409人。
サファヴィー朝の首都であった時代もあった。サファヴィー朝成立時の首都タブリーズからの第二代シャーであるタフマースブ1世によるガズヴィーンへの遷都時期については諸説あり、参考となる資料も遷都してから30年以上経過してからの物がほとんどで研究者により様々な候補が挙げられている。1597年、第五代シャーであるアッバース1世の時代にガズヴィーンからイスファハーンへ遷都された。

## 概要と歴史
ガズヴィーンはイラン・ガズヴィーン州の都市でテヘランの北西約150kmに位置する。標高は海抜約1800m、気候は冷涼乾燥。アルボルズ山脈南麓の岩がちな地帯である。
ガズヴィーンの街はペルシア帝国の歴史上重要な街であり、2000以上の考古学遺跡・歴史的建築をもつ。歴史を通じて重要な文化的中心地であり、現在でも州都を占める。
考古学的調査によれば、ガズヴィーン盆地における都市農業定住地は少なくとも9000年前にさかのぼる。古くは「カスビーンکسبینとも綴る「ガズヴィーン」の名は、カスピ海南部にあった古代部族「カス」の名に由来し、カスピ海の名も同様にカスに由来するものである。ガズヴィーンは地理的にはテヘラン、エスファハーン、ペルシア湾方面からカスピ海沿岸およびアナトリアを結ぶ地にあり、いずれの時代にも交通上の要衝であった。東方見聞録ではマルコ・ポーロが中国への往復に使ったとされる。13世紀当時、モンゴルのイルハン朝が治めていた。
今日ガズヴィーンとして知られる街は250年、シャープール2世によって建設された「シャード・シャープール」であると考えられる。これは同地域での緊張にあたって支配強化を目的として建設された要塞である。

ガズヴィーンはイランの歴史において時に中心的重要な役割を果たした地である。644年、アラブの侵入によって陥落。1090年ころにはハサニ・サッバーフがイスマーイール派の分派ニザール派の中心地としてガズヴィーン近郊のアラムート城塞を定めた。都市は13世紀にチンギス・ハンによって破壊されたのち、1548年、サファヴィー朝は1598年にエスファハーンに遷都するまでガズヴィーンを都としている。両世界大戦期にはロシア軍に占領され、さらに1921年にはパフラヴィー朝の成立につながる有名なクーデタの発生地となった。

## ガズヴィーンの建築

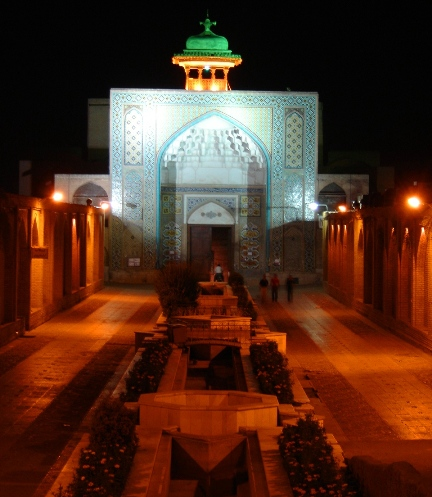
マスジェデ・アンナビー・モスク

ガズヴィーンには約9000年前にさかのぼる考古学的遺跡をはじめとする諸遺跡が所在し、近郊には23にのぼるニザール派の城址が残る。さらに都市中心部には同地域に複数残るサーサーン朝の遺跡の1つ、メイムーン・ガルエがある。しかし、首都となっていたサファヴィー朝期の建築はほとんど残っていない。この時期のものとしておそらく最も有名なものは都市中央にある「アリー・カプ邸宅」で、現在では博物館となっている。
イスラームの到来以降、タサウウフ（イスラーム神秘主義）、伝承（ハディース)学、法学（フィクフ）、哲学のガズヴィーンでの隆盛は、多くのモスク、マドラサを同地に残した。なかでも有名なのは以下のものである。
ジャーメ・アーティグ・モスク
ヘイダリーイェ・モスク前イスラーム期にさかのぼる。モスクに改装される以前はゾロアスター教寺院であった。1119年の地震ののちアミール・フマルターシュによって再建。
マスジェデ・アンナビー（ソルターニー・モスク）サファヴィー朝期創建。古いモスクの一つで、14,000m²nの敷地を持つ。
サンジーデ・モスク前イスラーム期にさかのぼる。もとゾロアスター教寺院。セルジューク朝代に今日の姿になった。
パンジェ・アリー・モスクサファヴィー朝期に王家のハレムの人びとの礼拝所であった。
ペイガムバリーイェ学院モスク碑銘によると1644年創建。
モッラー・ヴェルディーハーニー学院モスク1648年創建。
サーレヒーイェ学院モスク1845年創建。
シェイホルエスラーム学院モスク1903年再建。
エルテファーティーイェ学院イルハン朝期にさかのぼる学院。
サルダール学院モスク1815年、ホセイン・ハーン、ハサン・ハーンのサルダール兄弟の創建。イラン・ロシア戦争での戦勝と帰還の祈願誓約によるもの。
ガズヴィーンには19世紀末から20世紀初にかけてのロシア人の建築が3つ残っている。現在の市庁舎（以前はバレー劇場）、貯水施設、正教会である。教会にはロシア人が葬られている。
ピエトロ・デッラ・ヴァッレ(1588-1713)、ジャン・バティスト・タヴニエ(1605-1689)、ジャン・シャルダン(1643-1713)らの旅行家によれば、ガズヴィーンには長い間、さまざまな宗派のクリスチャンが数多く生活していたという。ガズヴィーンには聖フリプシメ教会があり、イエス・キリストの顕現を4人のユダヤ教預言者が伝えたのもこの地であると伝わる。その墓所は民間の信仰を集めて「ペイガムバリーイェ」と呼ばれている。
ガズヴィーン近郊の墓廟建築も観光地となっている。これはセルジューク朝の二人の王子、サアドの子アブー・サイード・ビージャールとタキーンの子アブー・マンスール・イルターイーの墓廟である。二つの塔にわかれており「ハラガーン双子塔」として知られている。1067年の創建で、非円錐二重のドームを用いた最初のイスラーム建築である。2003年3月の地震によって激しい損傷を受けた。

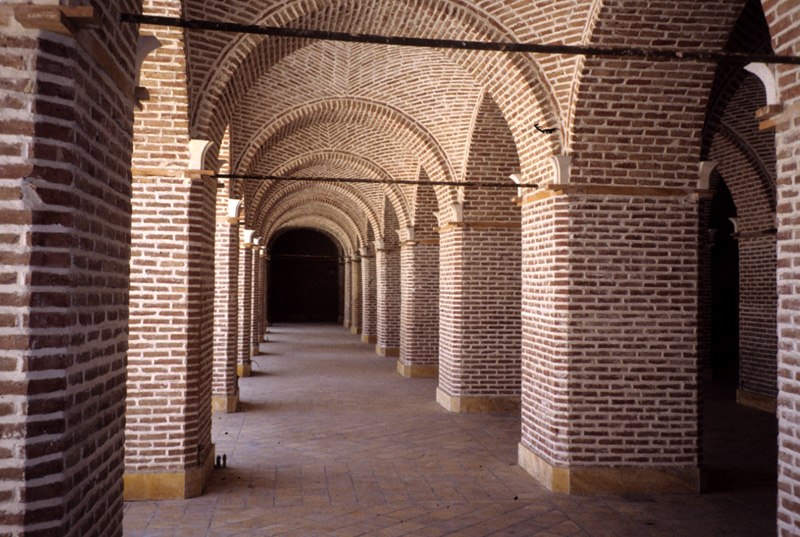
サアドッサルタネ・キャラヴァンサライ （ガージャール朝期）
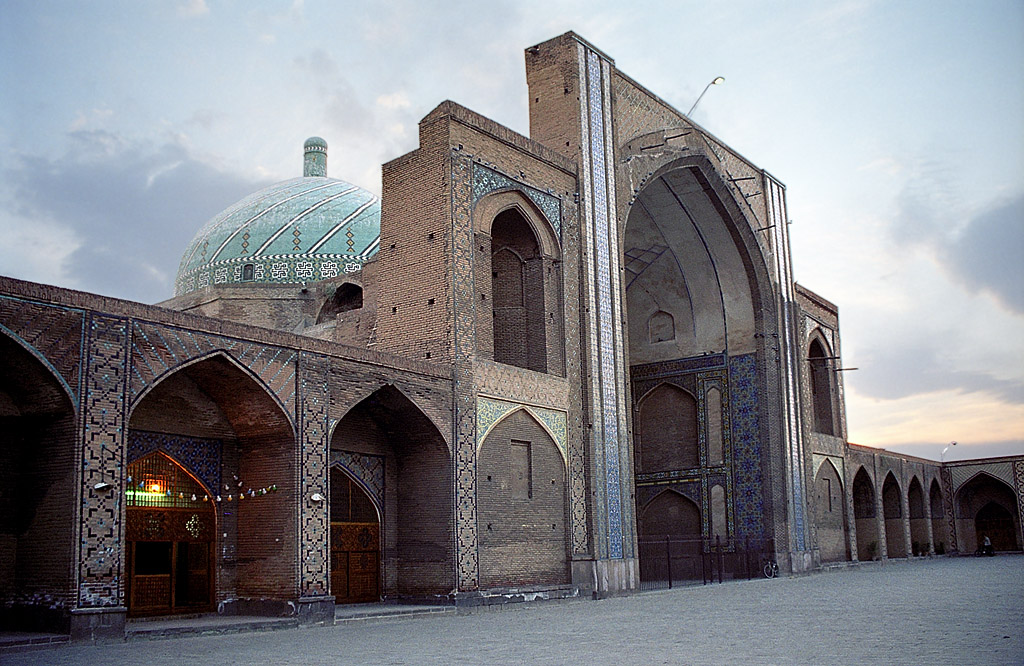
ジャーメ・アーティグ・モスクはガズヴィーンの集会モスクで、807年のハールーン・アッ＝ラシードの創建にさかのぼる
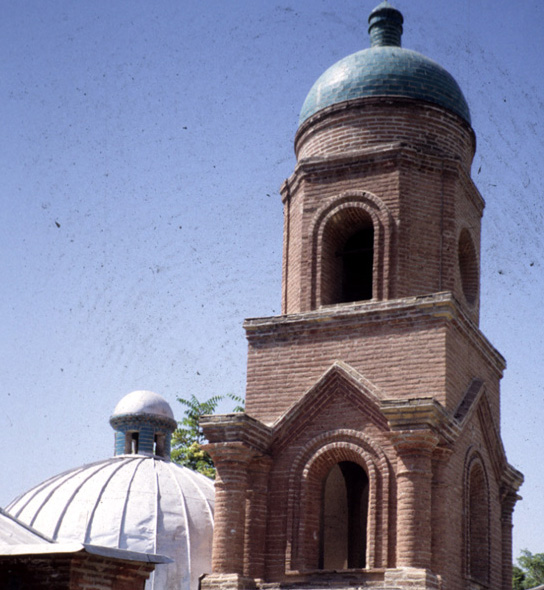
ガズヴィーンのロシア教会。現在はイスラーム自由大学ガズヴィーンの隣接地に立地

## ガズヴィーン出身の有名人
ガズヴィーンに生まれ、あるいは暮らし、あるいは葬られた学者、スーフィーは実に数多い。墓廟はガズヴィーン州内各所に点在している。ただしシーア派のフサインは立派なシャーザーデ・ホセイン廟があるがガズヴィーンとの関わりはない。
アリー・アクバル・デフホダー言語学者でイラン最初の近代ペルシア語辞典の編纂者。父がガズヴィーン出身の地主(自身はテヘラン生まれ)。
ウバイド・ザーカーニー14世紀の著名な詩人。風刺的・反道徳的な詩句で有名。「鼠と猫のマスナヴィー」は政治風刺である。
ウバイス・カーラーニーイスラーム初期、ダイラム人との戦いの中、当地で殺害されたと考えられている。墓廟は「ソルターン・ヴェイス」。
モハンマド・アリー・ラジャーイーイラン・イスラム共和国の第2代大統領(1933-1981)。ガズヴィーン生まれ。
ハムドゥッラー・モストウフィーイルハン朝の歴史家、著述家（1281-1344）。「撰史」（ターリーヘ・ゴズィーデ）、「ネズハトルゴルーブ」、「ザファル・ナーメ」などがある。廟は青緑色の円錐ドームをもち、銘はスルス体でモストウフィー家の家系と作品が記されており、ガズヴィーンの建築の中でもひときわ目立つ。
アフマド・ガザーリー1126年没。有名なイラン系スーフィー。シャーザーデ・ホセインのそばに葬られている。墓廟は16世紀末までには有名な巡礼地となっていた。シャー・タフマースプ1世の哲学・神秘主義への忌避によりガザーリーの墓廟は破壊されたため、ガザーリーの継承者らはエマームザーデ・エスマーイール通の現在地への移葬し新たな廟を建立した。ガージャール朝のアーガー・モハンマド・シャーの時代に再び破壊され、現在のものは1910年にマジュドルエスラーム・ガズヴィーニーによって再建されたもの。この墓廟の脇には1625年のソルターン・セイイェド・モハンマド・ワーリー廟がある。
ムッラー・ハリール・イブン・ガーズィー・カズウィーニー1678年没。サファヴィー朝の著名なイスラーム法学者、クルアーン注釈者。
シャヒード・サーレス1846年没。
ライーソル・モジャーヘディーン後のミールザー・ハサン・シェイホルエスラーム。ミールザー・マスウード・シェイホルエスラームの子。ガズヴィーンにおける立憲主義者・自由主義者の指導者。イラン立憲革命においてガージャール朝の小専制打倒への努力によりライーソル・モジャーヘディーン（闘う者の長）の称号を受けた。
イブン・マージャスンナ派のハディース六書のうち最後を著した。
モハンマド・イブン・ヤフヤー「ガムーソル・ロガート」の注釈者。
ゴッラトルエイン有名なバーブ教徒女性。
- アリー・イブン・シャーザーン
- アーレフ・ガズヴィーニー
- ナッシーム・ショマール
- ヘイロル・ネサージュ
- イブラーヒーム・イスタンベフ・ヘラーヴィー
- ラーズィーオッディーン・ターレガーニー
- ヌーロッディーン・ギーリー
- アリー・イブン・ガーズィー・アフマド
- エマーモッディーン・ラフィーイー
- スィヤーフ・コラーフ
- ナースィル・タクミール・フマイユーン
- アリー・イブン・シャーザーン
- イブン・マジェ
- ヘイロル・ネサージュ
- イブラーヒーム・イスタンベフ・ヘラーヴィー
- ラーズィーオッディーン・ターレガーニー
- ヌーロッディーン・ギーリー
- アリー・イブン・ガーズィー・アフマド
- エマーモッディーン・ラフィーイー
- スィヤーフ・コラーフ
- ヴァーエズ・ガズヴィーニー
- アッラーメ・ザラバーディー
- シェイフ・アラーク・ガズヴィーニー
- ダーウード・イブン・スライマーン・ガーズィー
- ピーレ・セフィード
- ピーレ・アーラムダール
- モッラー・アブドルワッハーブ・ダーロルシャーフィイー

## 今日のガズヴィーン
ガズヴィーンは今日では綿織物、絹織物、ビロードなどの織物貿易の中心地で皮革も扱う。テヘランとタブリーズを結ぶ鉄道、高速道路の経由地ともなっている。またイラン最大の発電所の一つシャヒード・ラジャーイー発電所があり、イランの電力の7%を供給している。

### 高等教育機関
ガズヴィーンには4つの高等教育機関がある。
1. エマーム・ホメイニー国際大学
2. イスラーム自由大学ガズヴィーン
3. ガズヴィーン医科大学
4. シャヒード・バーバーイー工科大学